# Anna Helena Rawitscher
Anna Helena Rawitscher (auch Anni Rawitscher, geb. Delius; * 1888; † 1976) war eine deutsche Malerin und Bildhauerin.

## Leben und Werk
Die genauen Lebensdaten von Rawitscher sind nicht bekannt. Von Juli 1926 bis Juni 1933 hatte sie die künstlerische Leitung der von Gertrud Kraut gegründeten Hamelner Töpferei inne, die von 1923 bis 1966 bestand, und prägte die Formentwürfe des Betriebes nachhaltig. Anni Rawitscher war mit Georg Rawitscher verheiratet und arbeitete unter anderem mit ihrem Bruder Nikolaus (Klaus) Delius in der Hamelner Töpferei. Anni Rawitscher war bereits in den Anfangsjahren der Töpferei unter der Leitung Krauts als Mitarbeiterin dokumentiert. 1925 oder 1926 verließ Kraut die Töpferei. Georg Rawitscher trieb die Expansion des Betriebes weiter voran und Anni Rawitscher übernahm die künstlerische Leitung.
1933 emigrierte das jüdische Ehepaar Rawitscher nach der Machtergreifung der Nationalsozialisten aus Deutschland und  begab sich über die Schweiz nach Frankreich. Die Leitung der Hamelner Töpferei übernahm das Ehepaar Hildegard und Klaus Delius, der Bruder von Anna Rawitscher.

### DieHamelner Töpfereiunter der künstlerischen Leitung von Anni Rawitscher
Anni Rawitscher hatte ab Juli 1926 die künstlerische Leitung der Hamelner Töpferei inne. Rawitscher wurde in der Anfangsphase bei den Entwürfen von ihrer Schwägerin Hildegard Delius unterstützt. Neben den eigenen Entwürfen wurden Dekorentwürfe externer Angestellter mit in das Repertoire der Töpferei aufgenommen.
Maldekore waren wichtiger Bestandteil von Rawitschers Arbeit und wurden von verschiedenen Malern der Töpferei ausgeführt. Stilistisch waren bis ca. 1928/29 bei den Maldekoren abstrakte Linien- und Banddekore zu sehen. Danach wiesen die Dekore weichere Konturen auf, die sich an die Formensprache der Keramiken anpassten. Weiterhin bestand das Sujet aus geometrischen Grundformen und abstrakten Linien und Formen.
Auch unter der künstlerischen Leitung von Rawitscher verzeichnete die Töpferei Erfolge bei Ausstellungen. Rawitscher führte die Teilnahme an den Leipziger Grassimessen fort und zeigte außerdem Objekte auf der Leipziger Messe im Petershof. 1926/27 waren Objekte der Töpferei bei verschiedenen Ausstellungen zu sehen: Alte und neue Keramik in München, Europäisches Kunstgewerbe 1927 im Grassimuseum in Leipzig, Werkkunst Berlin 1927, Vereinigte Staatsschulen für freie und angewandte Kunst in Berlin-Charlottenburg und bei Die Wohnung in Stuttgart, die von dem Deutschen Werkbund veranstaltet wurde. Außerdem stellte die Hamelner Töpferei 1928 im Grassimuseum bei der Ausstellung Europäisches Kunstgewerbe 1928 aus.

## Ausstellungen

### Ausstellungen derHamelner Töpfereiunter der Leitung von Anni Rawitscher
- Grassimessen in Leipzig
- Leipziger Messe im Petershof, Leipzig
- 1926: Alte und neue Keramik, München
- 1926: Europäisches Kunstgewerbe 1927, Grassimuseum, Leipzig
- 1927: Werkkunst Berlin 1927
- 1927: Vereinigte Staatsschulen für freie und angewandte Kunst, Berlin/Charlottenburg
- 1927: Die Wohnung organisiert vom Deutschen Werkbund, Stuttgart.
- 1928: Europäisches Kunstgewerbe 1928, Grassimuseum, Leipzig.

### Gruppenausstellungen
- 2022: Ansehen! Kunst und Design von Frauen 1880–1940 Gruppenausstellung im Bröhan–Museum, Berlin.[3]